# Dhammazedi
Dhammazedi (tiếng Miến Điện: ဓမ္မစေတီ, phát âm [dəma̰zèdì]; c. 1409–1492) là vị vua thứ 16 của Vương quốc Hanthawaddy ở Myanmar từ năm 1471 đến năm 1492. Ông được xem là một trong những vị vua anh minh nhất trong các vua triều Hanthawaddy. Ông vốn là một nhà sư, lúc trẻ được giáo dục ở xứ Ava đối địch, sau đó làm quân sư thân tín và con rể của hoàng hậu Shin Sawbu. Khi 48 tuổi, ông được hoàng hậu chọn làm người kế vị, nên thôi không làm sư và cưới một trong những công chúa của hoàng hậu. Ông mau chóng trở thành người cai trị đất nước thực sự khi được Shin Sawbu trao quyền điều hành.
Dưới thời Dhammazedi, quốc gia nói tiếng Môn này đã đạt đỉnh cao vinh quang. Không giống như quốc gia Ava thù địch ở phương bắc, Hanthawaddy được hưởng hòa bình, và thịnh vượng nhờ buôn bán với nước ngoài. Bản thân vị vua này có tiếng là nhân từ và thông thái. A collection of his rulings, Dhammazedi Pyatton, survives. Đất nước còn nổi tiếng là một trung tâm Phật giáo Theravada, có liên hệ chặt chẽ với Ceylon, và nối lại việc cử các đoàn chiêm bái Buddhagaya. Những cải cách tôn giáo của vị vua này sau đó lan rộng khắp đất nước. Nhà vua còn giữ bang giao thân thiết với Vân Nam.
Theo DGE Hall, "Ông là một đấng cai trị theo đạo Phật kiệt suất nhất, rất quan tâm đến giữ cho đạo Phật thuần khiết. Dưới thời cai trị của ông, nền văn minh của xứ người Môn trở nên thịnh vượng và hoàn toàn trái ngược với tình cảnh hỗn loạn và man rợ ở xứ Ava."
Nhà vua mất năm 1492. Ông được coi là một vị thánh và tro cốt của ông được lưu giữ và thờ cúng trong một ngôi chùa. Kế vị ông là con trai trưởng Binnya Ran II.